# Masaki Honda
Masaki Honda (jap. 本多 政材 Honda Masaki; ur. 17 maja 1889, zm. 17 lipca 1964) – japoński wojskowy, generał porucznik Cesarskiej Armii Japońskiej.

## Życiorys
Urodził się 17 maja 1889 r. w prefekturze Nagano  . W 1910 r. ukończył akademię wojskową, a siedem lat później szkołę sztabu armii .
Od 1921 do 1924 r. był attaché wojskowym we Francji, a w latach 1927–1929 pracował w Ministerstwie Wojny. Po awansie na majora służył od 1930 r. jako instruktor w szkole piechoty, a dwa lata później przeszedł do Inspektoratu Szkolenia Wojskowego . Po awansie na podpułkownika otrzymał w 1933 r. dowodzenie 22. Pułkiem Piechoty, a od 1935 do 1936 r. był instruktorem w szkole piechoty, po czym do 1937 r. pracował w Inspektoracie Generalnym Wyszkolenia  . W tym samym roku został mianowany generałem majorem i od tego momentu dowodził 2. Brygadą Piechoty. W 1938 r. ponownie skierowano go do szkoły piechoty , a w 1939 r. został jej komendantem. Dwa miesiące później otrzymał awans na generała porucznika i po kolejnych dwóch miesiącach został zastępcą szefa sztabu armii ekspedycyjnej w Chinach .
W 1940 r. powierzono mu dowództwo 8. Dywizji w Mandżurii  . Następnie od 1941 do 1943 r. kierował sekcją oświaty wojskowej Departamentu Uzbrojenia,  po czym objął dowodzenie 20. Armią, a w kwietniu 1944 r. przejął dowodzenie 33. Armią w Birmie  i dowodził nią w trakcie odwrotu po porażkach pod Kohimą i Imphal . Z pomocą gen. por. Raizō Tanaki i 18. Dywizji, Honda bronił północną Birmę przed chińską armią. W styczniu 1945 r. powierzono mu utrzymanie linii z Lasho do Mandalaj i powstrzymanie wojsk gen. Josepha Stilwella przed odblokowaniem drogi birmańskiej. Wskutek ataku sił gen. Williama Slima i gen. Franka Messervy’ego, Honda był zmuszony opuścić południową Birmę , by uchronić się przed okrążeniem po zajęciu przez Aliantów Miktili . Podczas trudnego odwrotu, po zniszczeniu wszystkich środków transportu przez przeciwnika, podtrzymywał morale żołnierzy opowiadając im pikantne dowcipy . Kiedy powierzono mu dowództwo wojsk w regionie Miktili, Honda był bliski odcięcia Brytyjczyków w mieście , ale pod wpływem przewagi przeciwnika jego armia została prawie w całości zniszczona między styczniem a kwietniem 1945 r., podczas walk nad Irawadi . Skapitulował 28 sierpnia 1945 r. W sierpniu 1947 r. odszedł na emeryturę .
Zmarł 17 lipca 1964 r. 